# Neochila
Neochila is een geslacht van kevers uit de familie Carabidae, de loopkevers.

## Soorten
- Neochila apicenitens Cassola, 2007
- Neochila baderlei Mandl, 1981
- Neochila congoana Mandl, 1964
- Neochila glabrilabris Mandl, 1964
- Neochila grandis Mandl, 1964
- Neochila hassoni Cassola, 2007
- Neochila horii Wiesner, 1988
- Neochila katangana Mandl, 1964
- Neochila kigonserana (W. Horn, 1905)
- Neochila nitida Cassola, 2007
- Neochila prototypica (W. Horn, 1926)
- Neochila unicolorata Mandl, 1981
- Neochila upangwana Mandl, 1964